# Appendicula maquilingensis
Appendicula maquilingensis är en orkidéart som beskrevs av Oakes Ames. Appendicula maquilingensis ingår i släktet Appendicula och familjen orkidéer.
Artens utbredningsområde är Filippinerna. Inga underarter finns listade i Catalogue of Life.